# Champ-Car-Saison 2006
Die Champ-Car-Saison 2006 war die 28. Saison der amerikanischen Rennserie Champ Car und die 85. Meisterschaftssaison im US-amerikanischen Formelsport.

## Hintergrund
Das Auftaktrennen fand am 9. April in Long Beach in den USA statt, das Finale wurde am 12. November in Mexiko-Stadt ausgetragen.
Der Vertrag mit Ford, in Kooperation mit Cosworth, wurde verlängert. Cosworth lieferte weiterhin exklusiv die Motoren für alle Teams und blieb Namenssponsor der Serie mit Ford. Bridgestone  blieb zudem einziger Reifenlieferant und ebenfalls Namenssponsor. Der Name für die Champ-Car-Serie lautete weiterhin Bridgestone Presents the Champ Car World Series Powered by Ford.

## Saisonverlauf
Zum dritten Mal in folge gewann Sébastien Bourdais den Titel mit Newman/Haas Racing. Das hatte vor ihm nur Ted Horn von 1946 bis 1948 geschafft. Bourdais gewann sieben von den 14 gefahrenen Meisterschaftsläufen.
Den Titel „Rookie of the Year“ gewann in diesem Jahr der Australier Will Power mit dem sechsten Platz in der Fahrer-Meisterschaft.

## Teams und Fahrer

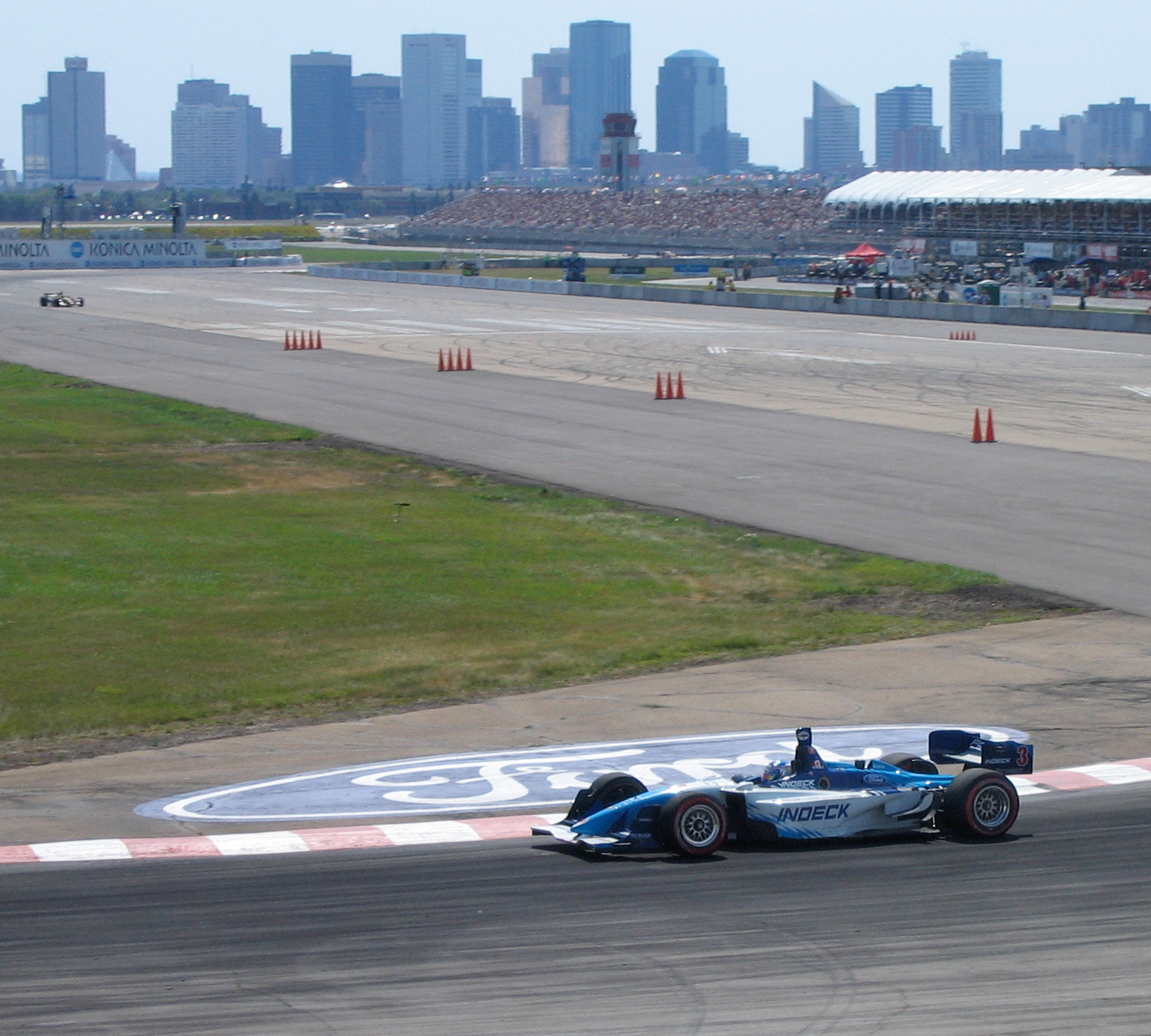
Paul Tracy in Edmonton

| Team                    | Nr. | Fahrer                  | Rennen     |
| ----------------------- | --- | ----------------------- | ---------- |
| Newman/Haas Racing      | 1   | Sébastien Bourdais      | 1–14       |
| Newman/Haas Racing      | 2   | Bruno Junqueira         | 1–14       |
| Forsythe Racing         | 3   | Paul Tracy              | 1–13       |
| Forsythe Racing         | 3   | David Martínez          | 14         |
| Forsythe Racing         | 7   | Mario Domínguez         | 1–4        |
| Forsythe Racing         | 7   | A. J. Allmendinger      | 5–13       |
| Forsythe Racing         | 7   | Buddy Rice              | 14         |
| CTE Racing-HVM          | 4   | Nelson Philippe         | 1–14       |
| CTE Racing-HVM          | 14  | Dan Clarke              | 1–14       |
| Team Australia          | 5   | Will Power              | 1–14       |
| Team Australia          | 15  | Alex Tagliani           | 1–14       |
| PKV Racing              | 6   | Oriol Servià            | 1–14       |
| PKV Racing              | 12  | Jimmy Vasser            | 1          |
| PKV Racing              | 20  | Katherine Legge         | 1–14       |
| Rocketsports Racing     | 8   | Antonio Pizzonia        | 1          |
| Rocketsports Racing     | 8   | Nicky Pastorelli        | 2–6, 8–11  |
| Rocketsports Racing     | 8   | Mario Domínguez         | 12–14      |
| Rocketsports Racing     | 18  | Tõnis Kasemets          | 5–8, 12    |
| Rocketsports Racing     | 18  | Antonio Pizzonia        | 11, 13, 14 |
| RuSPORT                 | 9   | Justin Wilson           | 1–12, 14   |
| RuSPORT                 | 10  | A. J. Allmendinger      | 1–4        |
| RuSPORT                 | 10  | Cristiano da Matta      | 5–9        |
| RuSPORT                 | 10  | Ryan Briscoe            | 13, 14     |
| Dale Coyne Racing       | 11  | Jan Heylen              | 1–14       |
| Dale Coyne Racing       | 19  | Cristiano da Matta      | 1–4        |
| Dale Coyne Racing       | 19  | Mario Domínguez         | 5–11       |
| Dale Coyne Racing       | 19  | Juan Cáceres            | 12         |
| Dale Coyne Racing       | 19  | Andreas Wirth           | 13, 14     |
| Mi-Jack Conquest Racing | 27  | Andrew Ranger           | 1–14       |
| Mi-Jack Conquest Racing | 34  | Charles Zwolsman junior | 1–14       |

## Statistik

### Rennergebnisse

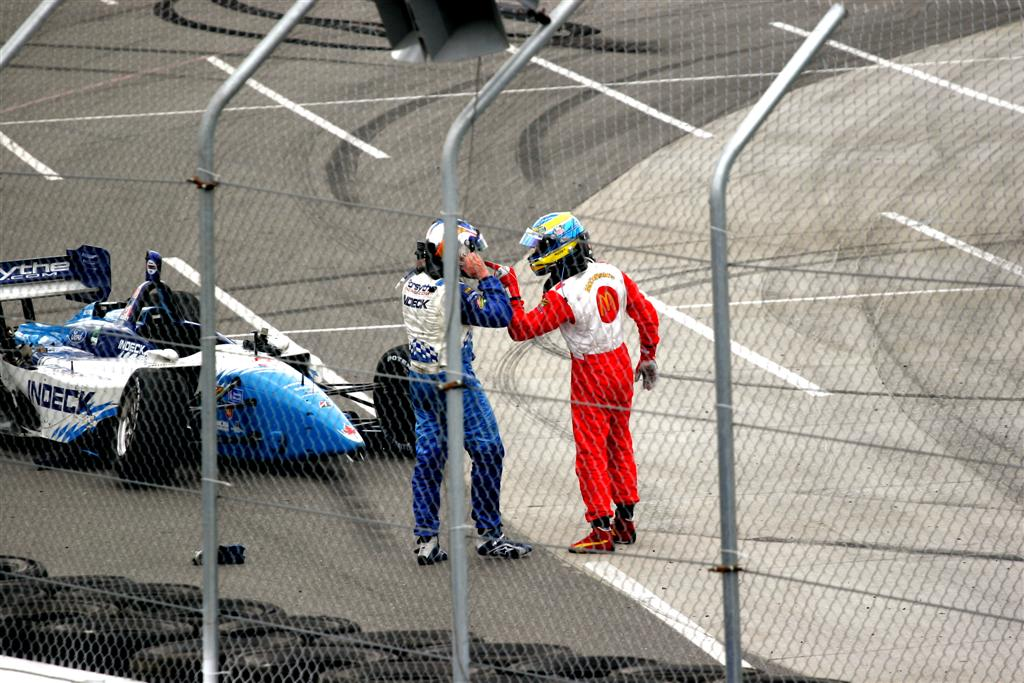
Tracy (links) wurden insgesamt zehn Punkte nach zwei vermeidbaren Unfällen abgezogen

| Nr. | Datum         | Veranstaltung (Rennstrecke)                                            | Distanz (Meilen) | Gewinner           | Zweiter            | Dritter            |
| --- | ------------- | ---------------------------------------------------------------------- | ---------------- | ------------------ | ------------------ | ------------------ |
| 1   | 9. April      | Toyota Grand Prix of Long Beach (Long Beach Grand Prix Circuit) (T)    | 145,633          | Sébastien Bourdais | Justin Wilson      | Alex Tagliani      |
| 2   | 13. Mai       | Grand Prix of Houston (Reliant Park) (T)                               | 162,24           | Sébastien Bourdais | Paul Tracy         | Mario Domínguez    |
| 3   | 21. Mai       | Tecate Grand Prix of Monterrey (Parque Fundidora) (T)                  | 159,904          | Sébastien Bourdais | Justin Wilson      | A. J. Allmendinger |
| 4   | 4. Juni       | Time Warner Cable Road Runner 225 (The Milwaukee Mile) (O)             | 203,304          | Sébastien Bourdais | Justin Wilson      | Nelson Philippe    |
| 5   | 18. Juni      | Champ Car Grand Prix of Portland (Portland International Raceway) (P)  | 206,22           | A. J. Allmendinger | Justin Wilson      | Sébastien Bourdais |
| 6   | 25. Juni      | Champ Car Grand Prix of Cleveland (Cleveland Street Course) (F)        | 200,07           | A. J. Allmendinger | Bruno Junqueira    | Oriol Servià       |
| 7   | 9. Juli       | Molson Grand Prix of Toronto (Exhibition Place) (T)                    | 150,93           | A. J. Allmendinger | Paul Tracy         | Sébastien Bourdais |
| 8   | 23. Juli      | West Edmonton Mall Grand Prix (JAGflo Speedway) (F)                    | 167,705          | Justin Wilson      | Sébastien Bourdais | A. J. Allmendinger |
| 9   | 30. Juli      | Canary Foundation Grand Prix of San José (San José Street Circuit) (T) | 139,971          | Sébastien Bourdais | Cristiano da Matta | Justin Wilson      |
| 10  | 13. August    | Grand Prix of Denver (Streets of Denver (Pepsi Center)) (T)            | 160,729          | A. J. Allmendinger | Bruno Junqueira    | Dan Clarke         |
| 11  | 27. August    | Molson Grand Prix of Montréal (Circuit Gilles Villeneuve) (T)          | 181,503          | Sébastien Bourdais | Paul Tracy         | Nelson Philippe    |
| 12  | 24. September | Grand Prix of Road America (Road America) (P)                          | 206,448          | A. J. Allmendinger | Bruno Junqueira    | Sébastien Bourdais |
| 13  | 22. Oktober   | Lexmark Indy 300 (Surfers Paradise Street Circuit) (T)                 | 164,905          | Nelson Philippe    | Mario Domínguez    | Alex Tagliani      |
| 14  | 12. November  | Gran Premio Telmex (Autódromo Hermanos Rodríguez) (P)                  | 183,084          | Sébastien Bourdais | Justin Wilson      | Will Power         |

### Fahrer-Meisterschaft
| Pos. | Fahrer               | Pt. |
| ---- | -------------------- | --- |
| 1.   | Sebastien Bourdais   | 387 |
| 2.   | Justin Wilson        | 298 |
| 3.   | A. J. Allmendinger   | 285 |
| 4.   | Nelson Philippe      | 231 |
| 5.   | Bruno Junqueira      | 219 |
| 6.   | Will Power (R)       | 213 |
| 7.   | Paul Tracy           | 209 |
| 8.   | Alex Tagliani        | 205 |
| 9.   | Mario Dominguez      | 202 |
| 10.  | Andrew Ranger        | 200 |
| 11.  | Oriol Servia         | 197 |
| 12.  | Dan Clarke (R)       | 175 |
| 13.  | Charles Zwolsman (R) | 162 |
| 14.  | Jan Heylen (R)       | 140 |
| 15.  | Cristiano da Matta   | 134 |
| 16.  | Katherine Legge (R)  | 133 |
| 17.  | Nicky Pastorelli (R) | 73  |
| 18.  | Antonio Pizzonia (R) | 43  |
| 19.  | Tõnis Kasemets (R)   | 34  |
| 20.  | Andreas Wirth (R)    | 19  |
| 21.  | Ryan Briscoe (R)     | 17  |
| 22.  | David Martinez (R)   | 13  |
| 23.  | Buddy Rice (R)       | 11  |
| 24.  | Jimmy Vasser         | 7   |
| 25.  | Juan Caceres (R)     | 6   |

(R) = Rookie

### Rookie des Jahres
| Pos. | Fahrer             | Pt. |
| ---- | ------------------ | --- |
| 1.   | Will Power         | 213 |
| 2.   | Dan Clarke         | 175 |
| 3.   | Charles Zwolsman   | 162 |
| 4.   | Jan Heylen         | 140 |
| 5.   | Katherine Legge    | 133 |
| 6.   | Nicky Pastorelli   | 73  |
| 7.   | Antonio Pizzonia   | 43  |
| 8.   | Tõnis Kasemets     | 34  |
| 9.   | Andreas Wirth      | 19  |
| 10.  | Ryan Briscoe (R)   | 17  |
| 11.  | David Martinez (R) | 13  |
| 12.  | Buddy Rice (R)     | 11  |
| 13.  | Juan Caceres (R)   | 6   |

### Nationen-Cup
| Pos. | Land               | Pt. |
| ---- | ------------------ | --- |
| 1.   | Frankreich         | 397 |
| 2.   | England            | 331 |
| 3.   | Vereinigte Staaten | 292 |
|      | Kanada             | 292 |
| 5.   | Brasilien          | 266 |
| 6.   | Mexiko             | 209 |
|      | Australien         | 209 |
| 8.   | Spanien            | 192 |
| 9.   | Niederlande        | 163 |
| 10.  | Belgien            | 137 |
| 11.  | Estland            | 34  |
| 12.  | Deutschland        | 19  |
| 13.  | Uruguay            | 6   |